# زیردریایی یو-۴۴۳
زیردریایی یو-۴۴۳ (به انگلیسی: German submarine U-443) یک زیردریایی است که طول آن ۶۷٫۱ متر (۲۲۰ فوت ۲ اینچ) می‌باشد. این زیردریایی در سال ۱۹۴۲ ساخته شد.